# Colle delle Scangive
Colle delle Scangive è un rilievo dei Monti Reatini che si trova nel Lazio, nella provincia di Rieti, nel comune di Borgo Velino.